# 亨利·鲁斯
亨利·魯濱遜·魯斯（1898年4月3日—1967年2月28日），漢名路思义，暱稱哈里（Harry），生於清帝國山東省煙臺登州，美国出版商，创办了《时代周刊》（1923 年）、《财富》（1930年）与《生活》三大杂志（1936年），被称为“时代之父”。 英国首相邱吉尔曾经说，卢斯是美国最有影响力的7个人之一。由于卢斯首先提出“20世纪是美国的世纪”，因此，20世纪50年代也被称为“卢斯的十年”。

## 生平
1897年亨利·卢斯的父母作为传教士来到中国，父亲亨利·温特斯·魯斯是美北长老会传教士，后来先后出任齐鲁大学与燕京大学的副校长；母亲伊丽莎白，亨利·魯斯出生于中国山东省登州府，是四个孩子中的老大。他曾就读于中国和英国的寄宿学校。10岁时，他被送往中国内地会在山东省海滨城市烟台设立的寄宿学校芝罘学校。在14岁时单独前往欧洲。他在15岁时第一次到美国，进入康涅狄格州的Hotchkiss 学校。亨利·魯斯在课后一面担任侍者，一面担任 Hotchkiss 文学月刊主编。1920年，他毕业于耶鲁大学，在那里成为骷髅会成员。
亨利·魯斯在Hotchkiss首次遇见Briton Hadden，后者任校报总编辑，而亨利·魯斯是助理执行编辑。后来二人又在耶鲁共事，Hadden 和他分别担任耶鲁每日新闻的主席和执行编辑。
1923 年，亨利创办了《时代周刊》，他开创了周刊概念媒体形式的先河。这种新形式的杂志，因内容的丰富性、和及时的新闻性受到大众的好评。1930年2月，亨利·魯斯创办《财富》杂志，1936年又创办《生活》画报，1952年和1954年又创办了House & Home和《运动画刊》。他还出版广播和电影方面的The March of Time。到1960年代中叶，时代公司是世界上最大、最有声望的杂志出版商。
共和党执政期间，亨利·魯斯一度有野心成为国务卿。1941年，亨利·魯斯在生活杂志上发表一篇著名文章《美国世纪》，分析20世纪剩余部分美国外交政策的任务。
1967年，他在凤凰城去世。当时时代公司股票价值1亿美元。他的大部分财富被交给亨利·魯斯基金会。

## 家庭
前妻：莉拉·霍茨(Lila Hotz).
第二任：克莱尔（Clare Boothe Luce）
於1943年遇到卢斯，志同道合，遂改初衷（她二十岁初婚，嫁给四十三岁的富商George Brokaw（犹裔），家产值五千万美元。丈夫原来嗜酒成习，1925年婆婆逝世，夫妇失和，因年龄相差巨大，志趣各異，即行离異。打算以写作为生，不再议婚，決保独身。）但遇見魯斯後，经过考虑，於次年结婚。
她在婚后的三年中写书及剧本計四冊：《Abide with me》, 《The Women》, 《Kiss the Boys Goodbye》, 《Margin for Error》都很成功。

## 评价及影响

### 虔诚的教徒
卢斯出生于教士家庭，受其影响巨大。
作为传教士的儿子，他本身就是传教士。他逼迫自己拼命的工作，把自己的意志投入更广阔的领域，努力工作和做出个人牺牲。从不参加诸如网球、高尔夫球之类的活动，也不寻欢作乐。从不注重衣着，食物也就是为了补充能量。
在意识形态上，他不能容忍共产主义，认为与他的哲学和信仰冲突。他甚至在苏联和美国结盟时，就准备为东西方冷战的到来而“枕戈待旦”，做了大量媒体舆论上的准备。

### 编辑理念
在对待刊物编辑问题上，他认为《纽约时报》发行人苏兹贝格缺乏责任心，对记者的文稿疏于管理——来稿照登，不加修改。他认为此种做法是玩忽职守，对刊物的放任。但他有时也会疑惑，《时报》在公众心目中比《时代》可信性高。
他最反感电视行业巨头的行径——用高级设备狂呼叫卖最低俗的东西，同时将赚钱作为头等大事。

### 卢斯的中国情结
特殊的成长经历让卢斯对中国始终保持着一种特殊的情结，他甚至认为，中国是自己除美国之外最热爱的国家。早在1924年9月8日，《时代》就将军阀吴佩孚列为封面人物，而这只是它关注中国的开始。童年的卢斯目睹了上世纪初中国的贫穷和战乱，对中国既爱又恨。长大后，他又坚信只有依靠美国方式才能帮助中国实现“富强”和“民主”。为此，他在美国利用手中的杂志，不遗余力地为中国摇旗呐喊。抗日战争初期，美国社会还深受“孤立主义”思潮的影响，卢斯却对中国报以同情，他向中国前线派遣了十多名战地记者，率先在《时代》上大量报道中国抗战。不过，这些报道都带有明显的倾向性和目的性——在大量报道、抨击日军暴行的同时，他还竭力树立蒋介石中国战时领袖的形象，以此获取美国公众的同情和政府的援助。为此，蒋介石、宋美龄接二连三成为《时代》封面人物，两人甚至在1938年被评为年度风云人物中的“风云夫妻”。国民党将领陈诚也登上过杂志封面。
《时代》对中国大批量、轰炸式的报道，也确实对美国社会产生了巨大影响，很多美国人通过《时代》了解到了抗战的中国，在舆论的压力下，美国政府和民间对中国的援助也迅速增加。

### 眷恋中国的反共主义者
卢斯拒绝承认共产党治下的中国。他只认为蒋介石领导的中国，才是真正的中国。
他對蔣介石的情感投射，主因為蔣介石夫婦是基督徒，更是東方亞洲最早信基督的國家領袖人物之一。傳教士之子對信基督者自然特別有好感；而中國共產黨持無神論，壓迫宗教，驅趕基督徒，自然為他所憎惡。
早在1927 年，时为北伐军总指挥的蒋介石就登上过《时代》封面。1932年，卢斯时隔20年回到中国，受到了蒋介石政府国宾般的接待，在此期间，他还迅速与宋氏家族结下了深厚的私交。当1943年宋美龄访美寻求援助时，卢斯则专门成立了“纽约公民欢迎蒋夫人筹备委员会”。据统计，在卢斯执掌《时代》的几十年间，蒋介石夫妇前后十几次登上封面，成了美国家喻户晓的“中国第一伉俪”。因为支持国民党的立場，卢斯獨排眾議对西方左傾记者发出的国民党負面新聞、以及美化共产党的大量报道予以封殺。1945年日本投降时，卢斯再次让蒋介石成为《时代》封面人物。
在抗战末期，魯斯認為只有蒋介石才是能夠重建中国的英雄，但是西方新聞界普遍左傾的情況下，《时代》多名記者趨向親共路線，其中驻华资深记者白修德在华长期采访期間，和另一位记者贾安娜的文章几乎完全被魯斯任命的编辑修改，恼怒之下，回国后的白修德离开了《时代》，他致电卢斯说：“如果《时代》明确地、无条件地支持蒋介石的话，我们就没有对千百万美国读者尽到责任。”由于在这一问题上的严重分歧，二人最终分道扬镳。魯斯在后来的采访中说他开除白修德是因为后者是共产分子。
艾森豪威尔曾邀请其担任大使，被其拒绝，在与朋友谈话中说：“我志愿当民主在中国恢复后的驻华大使”。当共产主义取得中国后，他拒绝承认其政权的合法性。魯斯晚年时曾与时年29岁的迪克·克勒曼感慨：“我是在一个叫做登州的小城长大的，现在那地方已被共产党接管，我殷切地希望能在某一天回到那个地方，看着它再次成为自由之乡。”魯斯拒不承认共产主义全能式政权的存在，也不认为它是真正改变中国的历史力量，更不相信记者从红色中国发回的某些报道，而始终对蒋介石的中华民国政府报以希望。

### 新世纪更加关注中国
《时代》的反共态度，直到卢斯晚年才有所转变。特别是在他1967年去世后，这种变化越来越大。在中美建交过程中，《时代》给予了充分关注，往日那种强烈的偏见也在淡化。1971年，当著名的“乒乓外交”启动时，该周刊就于当年4月26日刊登了一幅美国乒乓球运动员在长城上的合影。当年11月8日，《时代》又将周恩来列为封面人物。1972年2月18日尼克松成功访华后，《时代》又在3月6日的封面上，设计了一个抽象的汉字“友”，将画面切割成四块，分别为尼克松与毛泽东和周恩来的会面、参观长城以及观看歌舞演出的情景，明显体现出积极乐观的态度。
随着改革开放的深入和成功，中国开始在世界舞台上扮演日益重要的角色，《时代》对中国的关注随之进入到一个新时代。这种变化，最典型的体现在对中国改革总设计师邓小平的关注上。从1976年1月到1997年，邓小平至少7次成为《时代》封面人物，并且两度成为年度风云人物。迄今为止，能够两次当选该刊年度风云人物的，只有丘吉尔、艾森豪威尔等少数几位世界领导人。这一阶段，《时代》的报道范围也不再仅仅局限于对中国内政的关注，文体明星、普通中国人纷纷走入其视线。
步入新世纪，《时代》与中国的距离更加贴近了。2005年14位世界最有影响力人物中，就有中国海洋石油公司董事长傅成玉和著名演员章子怡。所有这些都从一个侧面反映出，《时代》特殊的“中国情结”正走向一个新的时代。

### 冷战战士
麦卡锡紧揪着菁英和既有体制门争，威胁到卢斯身处的世界。卢斯也认为，麦卡锡让大家分心，让大家注意小问题，却不关心当前最重要的挑战：美国需要的是对付全球共产主义的一贯策略，而不是在美国国内纠举倾覆份子。

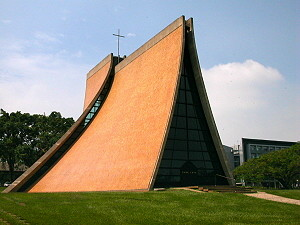
台灣東海大學；由魯斯捐助興建的路思義教堂

### 台灣東海大學路思義教堂
台灣東海大學是由美國「亞洲基督教高等教育聯合董事會」所設立。魯斯本人在亞洲中國出生，且父親是曾主持教會學校的傳教士，家族歷史原本就與「亞洲」、「基督教」、「高等教育」緊密結合。
魯斯經營媒體出版業有成後，擔任為「亞洲基督教高等教育聯合董事會」成員。1960年代，他以紀念父親宣教為名，捐助了台灣東海大學校內的教堂興建，東海大學命名為路思義教堂，此教堂由華裔美籍建築師貝聿銘設計，為台灣知名地標。